# March Madness (singolo)
March Madness è un singolo del rapper statunitense Future, pubblicato il 31 agosto 2015 come unico estratto del quarto mixtape 56 Nights.

## Antefatti
Il brano è stato presentato in anteprima il 16 marzo 2015 e reso poi disponibile sulle piattaforme streaming il 31 agosto seguente, accompagnato da un video musicale diretto da Vincent Lou.